# Ландшафтна екология
Ландшафтната екология е интердисциплинарна наука, възникнала на границата между екологията и географията. За първи път понятието ландшафтна екология се употребява от немския географ Карл Трол през 1939 г. Според определението на IALE (International Association of Landscape Ecology) ладншафтната екология е наука за пространствените измерения на ландшафта изследвани в различен мащаб.
Формирането на ландшафтната екология като научна дисциплина става в началото на 80-те години на ХХ век. През 1982 е създадена Международната Асоциациа по Ландшафтна Екология (IALE). Сред основополагащите трудове на тази научна дисциплина са тези на Forman and Godron (1986), Naveh and Lieberman (1984), Forman (1995), Farina (2000).